# جامعة الجلالة
جامعة الجلالة هي جامعة مصرية وطنية غير هادفة للربح وتقع في الجلالة في السويس. تضم الجامعة 13 كلية في مجالات دراسية مختلفة. تأسست بموجب مرسوم رئاسي في أغسطس 2020.
تحتل الجامعة الترتيب 13109 على مستوى العالم.

## الأهداف
تستوعب جامعة الجلالة 12 ألفًا و750 طالبًا، وتستهدف الجامعة آن تحتل ترتيب عالمي متقدم، وإعداد أبحاث علمية تعمل على أن يكون «صنع في مصر» منافس عالمي، وأن تصبح بيت خبرة لخدمة المجتمع وتطوير الأعمال.

## نظام الدراسة
تعتمد الدراسة بالجامعة علي نظام نظام الساعات المعتمدة تيح للطلاب اختيار المقررات التي يسجل لدراستها في كل فصل دراسي تحت إرشاد أكاديمي يتابع تقدم الطالب.

## الكليات
تضم الجامعة 15 كلية وهي:
- الهندسة
- طب الاسنان
- الطب
- الفنون
- الإنتاج الإعلامى
- العلوم الإدارية
- العلوم الاجتماعية والإنسانية
- الغذاء
- والصناعات الغذائية
- العلوم
- العمارة
- التمريض
- العلوم الصحية التطبيقية
- العلاج الطبيعى
- الصيدلة
- علوم هندسة الحاسب

## كلية الهندسة
الكلية توفر البرامج العلمية التالية:
- الهندسة المدنية:
  - برنامج هندسة التشييد والتشييد المتخصص.
- الهندسة المعمارية:
  - برنامج التصميم المعماري والعمارة الرقمية.
  - برنامج العمارة البيئية وتكنولوجيا البناء.
- الهندسة الميكانيكية:
  - برنامج هندسة الميكاترونكس والأتمتة الصناعية.
  - برنامج هندسة المواد والتصنيع.
- الهندسة الكهربية:
  - برنامج الهندسة الكهربية.
  - برنامج هندسة الحاسبات.
  - برنامج هندسة الذكاء الاصطناعي.